# Vila da Prainha Branca
A Vila da Prainha Branca é um assentamento localizado na cidade de Guarujá, no estado de São Paulo. A vila é um patrimônio paisagístico e cultural tombado pelo Conselho de Defesa do Patrimônio Histórico, Arqueológico, Artístico e Turístico (CONDEPHAAT), na data de 18 de dezembro de 1992, sob o processo de nº 26632/88. Este processo engloba também o tombamento da Serra do Guararu.

## Origem
A vila teve seu início pelos anos de 1840 e foi formada com famílias vindas de Ilha Montão do Trigo, na cidade de São Sebastião. A princípio, o local servia como ponto de descanso para pescadores de Ilha Montão, que muitas vezes precisavam permanecer por mais tempo no local por causa da maré. Com o tempo, começaram a construir casas de pau a pique e trazer suas famílias para moradia permanente.

## Características
De povoado caiçara, a vila possui cerca de 500 habitantes. Seus moradores vivem, na maior parte, do turismo. A vila possui uma escola municipal de ensino infantil, uma escola estadual com ensino fundamental em classe única, uma igreja católica, uma base da policia (que funciona somente no verão) onde funciona também um posto médico, uma padaria e uma mercearia. Na proximidade da praia, área mais turística, há hospedarias, campings, bares e restaurantes.

## Saneamento básico

### Abastecimento de água
Há uma cisterna onde é armazenada a água proveniente de uma cachoeira e há uma tubulação principal de onde sai tubulações secundárias que levam a água para as residências.

### Esgoto
Não há tratamento de esgoto. A maioria das residências lançam o esgoto em valas a céu aberto que levam ao mar ou até a lagoa do Canto Grosso. Poucas residências possuem fossa séptica e geralmente em condições precárias.

### Coleta de lixo
Em baixa temporada, a coleta é feita pelos moradores, que duas vezes na semana colocam o lixo em um local específico na praia. A concessionária Terracom paga a alguns moradores para fazer a limpeza das áreas de uso comum e paga a Associação de Moradores para transportar o lixo, em uma lancha, até Ponta da Praia. A coleta na Ponta da Praia é feita pela Terracom. Na alta temporada (no verão), a coleta é feita em três ou mais vezes.

### Energia
Há energia elétrica na vila desde 1980, fornecida pela concessionária Elektro.

## Ruínas da Ermida do Guaibê
No século XVI, os colonizadores portugueses estiveram no local, entrando em batalhas com os índios que viviam na região. Foi construído uma armação de baleias e a Ermida do Guaibê, onde   o Padre José de Anchieta tentava catequizar os índios. Os colonizadores abandonaram a região e hoje se encontram as ruínas.

## Associações

### Sociedade Amigos da Prainha Branca (SAPB)
Fundada em 1972, para tratar sobre à destinação do lixo, segurança pública, educação e promoção do turismo sustentável.

### Associação Caiçara Camping Prainha Branca (ACCPB)
Fundada em 2006. com intuito de ordenar a exploração de campings, regulando a quantidade de barracas tendo base na área disponível e na estrutura sanitária que o camping oferece.

## Festividades locais
- Folia de Reis -  6 de janeiro.[4]
- Festa da Tainha - julho.[4]
- Baile da Primavera - outubro.[4]
- Festa da Padroeira Nossa Senhora Imaculada da Conceição - 8 de dezembro.[4]